# Bacchisa dapsilis
Bacchisa dapsilis är en skalbaggsart som först beskrevs av Newman 1842.  Bacchisa dapsilis ingår i släktet Bacchisa och familjen långhorningar.
Artens utbredningsområde är Filippinerna. Inga underarter finns listade.